# Ивановка (Семилукский район)
Ивановка — деревня в Семилукском районе Воронежской области России. Входит в состав Новосильского сельского поселения.

## География
Деревня находится в северо-западной части Воронежской области, в лесостепной зоне, на берегах реки Голая Снова, на расстоянии примерно 47 километров (по прямой) к северо-западу от города Семилуки, административного центра района. Абсолютная высота — 167 метров над уровнем моря.
Часовой пояс
Деревня Ивановка, как и вся Воронежская область, находится в часовой зоне МСК (московское время). Смещение применяемого времени относительно UTC составляет +3:00.

## Население
| 1859 | 1897 | 2010 |
| ---- | ---- | ---- |
| 537  | ↗650 | ↘88  |

Гендерный состав
По данным Всероссийской переписи населения 2010 года в гендерной структуре населения мужчины составляли 48,9 %, женщины — соответственно 51,1 %.
Национальный состав
Согласно результатам переписи 2002 года, в национальной структуре населения русские составляли 99 %.

## Улицы
Уличная сеть деревни состоит из четырёх улиц.